# Narsai Benyamin
Narsai (imię świeckie Gewargis Benyamin, ur. 1980 w Urmii) – duchowny Asyryjskiego Kościoła Wschodu, od 2010 biskup Teheranu.

## Życiorys
Święcenia kapłańskie przyjął 10 maja 2009. Sakrę biskupią otrzymał 13 września 2010.